# Логвинова, Вера Васильевна
Вера Васильевна Логвинова (29 декабря 1919 года—?) — шахтёр Донбасса, машинист подъёма шахты имени Горького комбината «Донецкуголь», Герой Социалистического Труда.

## Биография
Родилась 29 декабря 1919 года в Авдеевском районе Донецкой губернии.
В 1935 году умер её отец и мать осталась с десятью детьми на руках. Вера, окончив шесть классов, поехала в город Сталино искать работу.
Устроилась на шахту № 8 («Ветка»). Сначала она носила в забой лампы. Окончив курсы машиниста электровоза и вечернюю школу, стала работать на подъеме. В 1941 году отправилась в Харьков на курсы радиотелеграфистов. Там её застала Великая Отечественная война.
Вера попала сначала в кавалерийские войска под командованием маршала Семёна Тимошенко, а потом служила радистом бронетанка. Под Сталинградом её контузило и ранило. Вышла из госпиталя продолжила воевать: освобождала Карпаты, Берлин, Прагу. Домой вернулась в звании старшины 29 декабря 1945 года — в свой 26-й день рождения.
Продолжила работу на шахте, сначала — грузчика под лавой, затем была машинистом подъёма — сначала под землёй, а потом — и на поверхности. После того, как шахту № 8 («Ветка») закрыли, она перешла на шахту Засядько, а оттуда — на пенсию. Продолжала заниматься общественной работой: была председателем женсовета шахты, занимала такую же должность в горсовете.

### Семья
С супругом Леонидом Григорьевичем Вера Васильевна прожила без малого 60 лет. Детей после фронтовых ранений иметь она не могла.

## Награды
- Герой Социалистического Труда (1960).
- Награждена более, чем тридцатью наградами: ордена Ленина, Отечественной войны I и II степени, Красной Звезды, знак «Шахтёрская доблесть», медали.